# Kalobatippus
Kalobatippus — вимерлий рід коневих ссавців з підродини Anchitheriinae. Він харчувався листям і мав надзвичайно довгі ноги. Він жив від 24 до 19 мільйонів років тому. Свою назву він отримав через подовжені кістки між щиколотками/зап’ястками та пальцями ніг.